# Hydnora africana
Espèce
Classification APG IV (2016)
Hydnora africana est une espèce de plantes à fleurs de la sous-famille des Hydnoraceae, selon la classification de Cronquist, ou de la famille des Aristolochiaceae, selon la classification phylogénétique. C'est une plante achlorophylle originaire d'Afrique australe, parasite des racines des membres de la famille des Euphorbiaceae. On l'appelle aussi jakkalskos ou nourriture de chacal. Les données moléculaires ont suggéré que Hydnoroideae est un " angiosperme basal " solidifiant sa place parmi les plantes à fleurs les plus primitives. Les Hydnoraceae sont les seuls angiospermes connus sans feuilles ni écailles et sont considérés comme des parasites obligatoires, complètement dépendants de leurs hôtes pour survivre. La plante pousse sous terre, à l'exception d'une fleur charnue qui émerge au-dessus du sol et dégage une odeur d'excréments pour attirer ses pollinisateurs naturels, les bousiers et les coléoptères charognards. Le corps végétatif des plantes a été réduit à se composer uniquement de racines et de fleurs. Les fleurs agissent comme des pièges temporaires, retenant les coléoptères qui entrent assez longtemps pour qu'ils puissent ramasser du pollen.

## Description

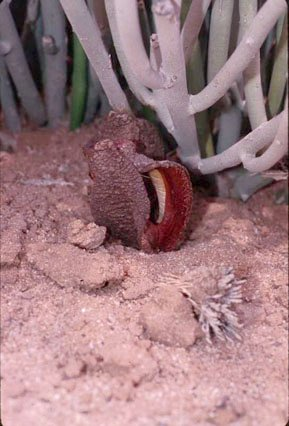
Hydnora africana émergente dans le désert namibien en 2000.

### Morphologie
Les parties végétatives de cette plante ressemblent davantage à un champignon qu'à une plante. Ces plantes n'ont pas de chlorophylle et n'effectuent pas de photosynthèse. Elles obtiennent leurs nutriments entièrement d'une plante hôte, telle qu'une espèce d'Euphorbia. La plante est composée de racines succulentes épaisses sans tiges et la fleur se développe sur les surfaces des racines de l'hôte. La fleur sert de piège temporaire afin de faciliter la pollinisation. Hydnora africana possède une enzyme qui lui permet de dissoudre une partie des racines de ses plantes hôtes afin de s'y fixer. Hydnora africana se fixe aux racines de l'hôte et absorbe certains des nutriments qu'il fabrique à partir de la photosynthèse. La fleur a une texture succulente et épaisse, la partie qui apparaît au-dessus du sol est tubulaire avec trois ouvertures. Il existe trois structures botaniquement appelées segments de périanthe qui peuvent être comparées à des sépales qui s'unissent au sommet de la fleur. Il a une fleur charnue pêche-orange qui émerge du sol après une forte pluie. La fleur est l'endroit où les segments du périanthe se rejoignent et un court tube est présent. La partie antérieure du tube présente des structures jaunâtre-orange qui s'étendent dans le tube, ce sont les groupes d'anthères. Ces groupes d'anthères sont regroupés en grappes et servent d'étamines aux fleurs. Les groupes d'anthères sont disposés en triangle de sorte qu'un espace se forme entre leurs fosses et que les coléoptères continuent à tomber sur le stigmate de la plante parasite. La partie basale de la fleur présente une cavité qui abrite les ovules blancs qui mûriront en graines. Les insectes qui pollinisent les fleurs le font en s'enfouissant dans les sépales des fleurs à travers les fibres très solides qui maintiennent les sépales ensemble. Une fois que les insectes ont été dans les fleurs pendant quelques jours, la fleur émerge et s'ouvre, libérant les insectes pour répandre le pollen sur d'autres fleurs de la région.

### Fruit
Hydnora africana produit un fruit qui pousse sous terre, prenant jusqu'à deux ans pour mûrir complètement. Le fruit a un goût et une texture similaires à une pomme de terre. Entre autres utilisations, il est utilisé pour le tannage et la conservation des filets de pêche, car c'est un astringent. Chaque fruit produit environ vingt mille graines. Le fruit peut mesurer jusqu'à environ 8 centimètres (3 pouces) de diamètre. Les animaux utilisant le fruit comme source de nourriture comprennent, mais sans s'y limiter, les oiseaux, les petits animaux, les chacals, les porcs-épics et les taupes.

### Odeur
Hydnora africana a une odeur très forte et désagréable. Cette odeur est générée par les osmophores, qui sont une zone spongieuse blanche sur la surface interne des tépales qui finit par changer de couleur en gris. Les osmophores ont d'abord été appelés "corps appâts" par Harmes. Burger et al. a conclu que l'odeur est composée de disulfure de diméthyle et de trisulfure de diméthyle. Ces odeurs se retrouvent également dans l'arum du cheval mort, Helicodiceros muscivorus.

### Reproduction
Des graines d'Hydnora africana ont été ramenées d' Afrique aux États-Unis et plantées dans des pots d'Euphorbia. Une fleur d'Hydnora africana est apparue pour la première fois cinq ans et demi après le semis initial. L'odeur de pourriture sert à attirer les bousiers et autres insectes qui sont ensuite piégés dans les murs de la fleur en raison des poils raides. Les insectes piégés tombent du tube de la fleur sur les anthères où le pollen adhère à son corps. Il tombe ensuite plus bas sur le stigmate.

### Les usages
Hydnora africana peut être récoltée et utilisée comme aliment, médicament et bonne source de tanin.
Les extraits de rhizome d' Hydnora africana sont utilisés comme traitement anti-dysentérique en Afrique du Sud.